# Rives, Isère
Rives là một xã thuộc tỉnh Isère trong vùng Rhône-Alpes đông nam nước Pháp. Xã này nằm ở khu vực có độ cao từ 314-469 mét trên mực nước biển. Theo điều tra dân số năm 1999 của INSEE có dân số là người.

## Dân số

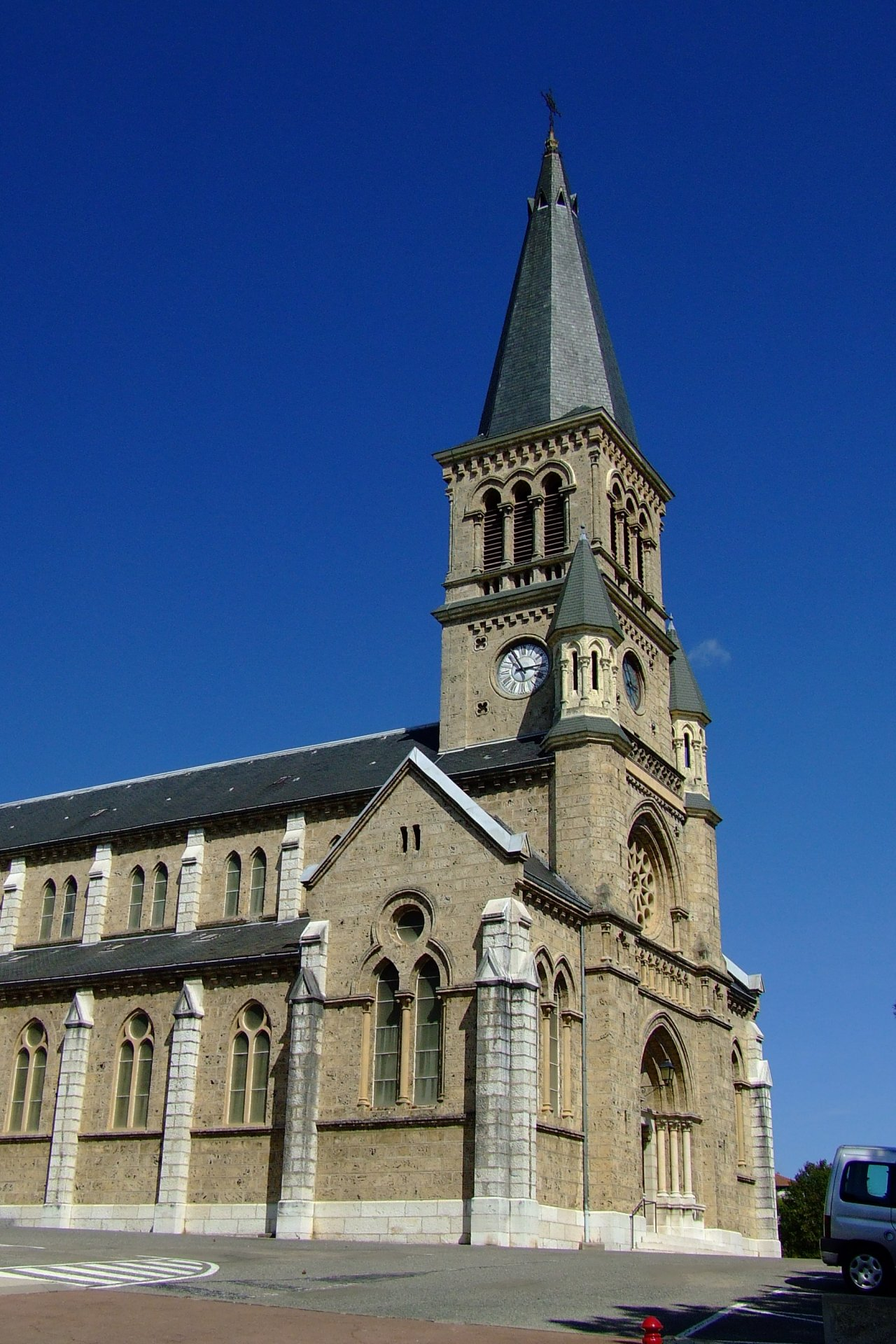
Giáo đường Rives.

| 1962                                                    | 1968 | 1975 | 1982 | 1990 | 1999 |
| ------------------------------------------------------- | ---- | ---- | ---- | ---- | ---- |
| 3902                                                    | 4589 | 5007 | 5115 | 5403 | 5620 |
| Số liệu điều tra từ năm 1962: Dân số không tính hai lần |      |      |      |      |      |

## Người dân nổi tiếng
- Luc Court, sinh tại đây năm 1862.
- Jérémy Clément, cầu thủ bóng đá.
- Raphaël Poirée.